# Tugra
Tugra (arabsko: طغراء‎, Thuğrā), kaligrafsko oblikovan pečat ali podpis sultana Osmanskega cesarstva, ki je bil na vseh sultanovih uradnih dokumentih in dopisih. Tugra je bila vgravirana tudi na sultanovem pečatu in denarju.
Tugro je na začetku sultanovega vladanja oblikoval dvorni kaligraf (nişancı) in jo kasneje tudi risal na dvorne dokumente. Prvo tugro je imel sultan Orhan I. (1326-1359), drugi vladar Osmanskega cesarstva. Njena oblika se je spreminjala in dobila svojo klasično obliko v tugri sultana Sulejmana Veličastnega (1520–1566).
Tugra je imela podobno vlogo kot kartuša v starem Egiptu ali kraljevi monogram britanskih monarhov.

## Vizualni elementi tugre
Tugra ima značilno obliko: na levi strani sta dve zanki, v sredini tri pokončne črte, v spodnjem delu napis, na desni pa dve podaljšani črti. Vsak element ima svoj pomen, kot celota pa so lahko prepoznavni kot tugra.
Sultanovo ime je napisano v spodnjem delu tugre, ki se imenuje sere. Na prvi tugri iz leta 1326 je bil napis enostaven: Orhan, sin Osmana. Kasneje so sultanovemu imenu dodajali tudi ime očeta, častne naslove in celo molitve.

Zanki na levi se imenujeta beyze, kar v arabščini pomeni jajce. Nekatere razlage trdijo, da zanki pomenita dve morji, katerima so vladali sultani: večja pomeni Sredozemsko morje, manjša pa Črno morje.
Vertikalne črte se imenujejo tuğ, kar pomeni drog za zastavo. Trije tugi pomenijo neodvisnost. Črte v obliki črke S se imenujejo zülfe in skupaj z vrhovi tuğov, ki so nagnjeni v desno, pomenijo, da vetrovi pihajo z vzhoda proti zahodu, se pravi v smeri tradicionalnega prodiranja Otomanov.
Črti na desni strani tugre se imenujeta hançer in pomenita meč oziroma sabljo, simbol moči in oblasti.

## Tugre osmanskih sultanov
- Prva tugra - tugra Orhana I. (1326)
- Tugra Sulejmana Veličastnega (1520)
- Tugra Selima III. (1789)
- Tugra Mahmuda II. (1808)
- Tugra Abdulhamida II. (1876)
- Tugra Mehmeda V. (1909), upodobljana na odlikovanju as Gallipolska zvezda
- Tugra nad vhodom v palačo Topkapi (Istanbul)
- Tugra na beograjskih pristaniških mestnih vratih

## Uporaba tugre v drugih okoljih
Tugra, ki je praviloma povezana z osmanskimi sultani, se je včasih uporabljala tudi v drugih turških državah, na primer v Kazanskem kanatu. Kasneje so tugro uporabljali tudi Tatari v carski Rusiji.

## Sodobne interpretacije tugre
Značilno obliko tugre uporabljajo tudi sodobni kaligrafi. Primera takšnik tuger sta tugri ruskega predsednika vlade Vladimirja Putina (2008) in japonskega cesarja Akihita.